# Ferge X Fisherman
Ferge X Fisherman ist eine Hip-Hop-Band aus Nürnberg um den Rapper Fritz Fisherman und den Produzenten Ferge, die aus dem Musikerkollektiv Flying Penguin hervorgegangen ist und aktuell mit ihrer Liveband Nujakasha (vormals: The LakeSideBoyz) auftritt. Ihre Musik ist beeinflusst durch Hip-Hop, Jazz, Soul und Funk.

## Geschichte
Luka Fehrmann und Kolja Pribbernow begannen schon zu Schulzeiten 2009 ihre ersten Tracks gemeinsam zu produzieren und gründeten mit Geiger Julian Blumenthaler und Gitarrist Josua Höhn González sowie einigen weiteren befreundeten Musikern aus dem Nürnberger Raum das Soul-Funk-Hop-Kollektiv Flying Penguin. In den Jahren 2017 und 2018 begannen Fehrmann und Pribbernow ein weiteres Bandprojekt mit dem Namen Ferge X Fisherman zu starten und arbeiteten an ihrer Debüt-EP Gone Fishing. Im Zuge des Produktionsprozesses sind die weiteren Bandmitglieder zu dem Duo dazugestoßen, woraufhin die EP Gone Fishing am 1. April 2018 auf Vinyl sowie digital veröffentlicht wurde. Zeitgleich begannen die sechs Musiker die ersten Konzerte im Bayern zu spielen.
In den folgenden Jahren spielte die Band zwei Clubtouren durch Deutschland und Österreich, ehe sie sich für die Produktion ihres ersten Albums Ende 2019 aus dem Konzertbetrieb zurückzogen. Fehrmann und Pribbernow reisten hierfür für einen Monat in die USA, um einen Großteil der Songs im Eindruck des amerikanischen Lebensstil zu schreiben. In Nürnberg erfolgte dann in Zusammenarbeit mit den Lakesideboyz der Abschluss des Albums. Zeitgleich wurde die Band vom Verband für Popkultur in Bayern in den Newcomer Förderprogramm Artistpool 2020 aufgenommen. Am 22. Mai 2020 veröffentlichte die Band schließlich ihr erstes Album Blinded by the Neon, das eine Hommage an den Musiker Tom Waits und sein zweites Studioalbum The Heart of Saturday Night darstellt. Die 2020 geplante Tour zum Albumrelease musste aufgrund der Coronapandemie abgesagt werden.

## Diskografie

### Alben und EPs

#### EPs
- 2018: Gone Fishing (Eigenveröffentlichung)

#### Alben
- 2020: Blinded by the Neon (Initiative Musik)
- 2022: Duality (Initiative Musik)[9]
- 2024: GOOD MOTHER (Initiative Musik)

### Singles
- 2017: Come Clean (feat. Florian Heimbuchner)
- 2018: Beauty Of Simplicity (feat. Ki´Luanda)
- 2018: Believe (feat. Ki´Luanda)
- 2020: Backstage
- 2020: Drunk On The Moon
- 2021: Role
- 2021: Pace (feat. Victoryaz)
- 2022: Ego
- 2022: Home (feat. Hunter Rose)
- 2022: Reality (feat. Black Milk & Takuya Kuroda)
- 2023: Lace Up